# Rougeries
Rougeries és un municipi francès situat al departament de l'Aisne i a la regió dels Alts de França. L'any 2007 tenia 230 habitants.

## Demografia

### Població
El 2007 la població de fet de Rougeries era de 230 persones. Hi havia 88 famílies de les quals 20 eren unipersonals (12 homes vivint sols i 8 dones vivint soles), 24 parelles sense fills, 36 parelles amb fills i 8 famílies monoparentals amb fills.
La població ha evolucionat segons el següent gràfic:
Habitants censats

### Habitatges
El 2007 hi havia 97 habitatges, 89 eren l'habitatge principal de la família, 3 eren segones residències i 5 estaven desocupats. 95 eren cases i 2 eren apartaments. Dels 89 habitatges principals, 55 estaven ocupats pels seus propietaris, 25 estaven llogats i ocupats pels llogaters i 9 estaven cedits a títol gratuït; 3 tenien dues cambres, 8 en tenien tres, 35 en tenien quatre i 43 en tenien cinc o més. 71 habitatges disposaven pel capbaix d'una plaça de pàrquing. A 37 habitatges hi havia un automòbil i a 36 n'hi havia dos o més.

### Piràmide de població
La piràmide de població per edats i sexe el 2009 era:
| Homes | Edats   | Dones |
| ----- | ------- | ----- |
| 0     | 95 o +  | 4     |
| 0     | 90 a 94 | 0     |
| 4     | 85 a 89 | 0     |
| 0     | 80 a 84 | 0     |
| 0     | 75 a 79 | 4     |
| 8     | 70 a 74 | 4     |
| 4     | 65 a 69 | 20    |
| 4     | 60 a 64 | 0     |
| 12    | 55 a 59 | 4     |
| 8     | 50 a 54 | 4     |
| 4     | 45 a 49 | 16    |
| 8     | 40 a 44 | 0     |
| 8     | 35 a 39 | 12    |
| 16    | 30 a 34 | 16    |
| 4     | 25 a 29 | 4     |
| 8     | 20 a 24 | 0     |
| 20    | 15 a 19 | 8     |
| 4     | 10 a 14 | 4     |
| 16    | 5 a 9   | 4     |
| 16    | 0 a 4   | 4     |

## Economia
El 2007 la població en edat de treballar era de 135 persones, 92 eren actives i 43 eren inactives. De les 92 persones actives 80 estaven ocupades (55 homes i 25 dones) i 12 estaven aturades (4 homes i 8 dones). De les 43 persones inactives 9 estaven jubilades, 9 estaven estudiant i 25 estaven classificades com a «altres inactius».

### Ingressos
El 2009 a Rougeries hi havia 84 unitats fiscals que integraven 218 persones, la mediana anual d'ingressos fiscals per persona era de 15.443,5 €.

### Activitats econòmiques
Dels 2 establiments que hi havia el 2007, 1 era d'una empresa d'informació i comunicació i 1 d'una entitat de l'administració pública.
L'any 2000 a Rougeries hi havia 7 explotacions agrícoles.

## Equipaments sanitaris i escolars
El 2009 hi havia una escola elemental integrada dins d'un grup escolar amb les comunes properes formant una escola dispersa.

## Poblacions més properes
El següent diagrama mostra les poblacions més properes.